# Сарда (приток Шошмы)
Сарда — река в России, протекает в Марий Эл и Татарстане. Устье реки находится в 87 км по левому берегу реки Шошмы. Длина реки — 21 км.
Исток реки находится в Мари-Турекском районе Марий Эл у деревень Дружино и Шишинер. Река течёт на юг, долина реки плотно заселена. После истока протекает через деревни Дружино, Шишинер и Исмаил, затем перетекает в Арский район Татарстана, где на реке стоит деревня Сардабаш. Вернувшись в Марий Эл протекает крупное село Сардаял и вновь перетекает в Татарстан, течёт через деревни Мирзям и Пшенгер. Впадает в Шошму у села Апазово.
Притоки — Сюльтинка (левый); Шука (правый).

## Данные водного реестра
По данным государственного водного реестра России относится к Камскому бассейновому округу, водохозяйственный участок реки — Вятка от водомерного поста посёлка городского типа Аркуль до города Вятские Поляны, речной подбассейн реки — Вятка. Речной бассейн реки — Кама.
Код объекта в государственном водном реестре — 10010300512111100040111.